# Хав'єр Хіменес (футболіст, 2000)
Хав'єр Алехандро Хіменес Паріс (нід. Javier Alejandro Jiménez Paris; нар. 27 травня 2000, Ораньєстад, Аруба) — арубанський футболіст, лівий півзахисник аматорського німецького клубу «БСК Зюд».

## Клубна кар'єра
Футбольну кар'єру розпочав 2016 року на батьківщині в клубі «Депортіво Насьйонал». У 2019 році перебрався на Мальту, де підсилив «Рабат Аякс». У 2020 році опинився в Німеччині, де спочатку захищав кольори «Бранденбурга 03» з Берлін-Ліги. З 2021 року захищає кольори іншого німецького клубу, представника Оберліги «БСК Зюд».

## Кар'єра в збірній
У футболці молодіжної збірної Аруби дебютував 2 листопада 2018 року в нічийному (1:1) поєдинку молодіжного кубку КОНКАКАФ проти однолітків зі «Сент-Мартіна». Хав'єр вийшов на поле в стартовому складі та відіграв увесь матч. Загалом провів 5 поєдинків за «молодіжку» Аруби.
У складі національної збірної Аруби дебютував 16 жовтня 2019 року в поєдинку 4-го туру Ліги націй КОНКАКАФ проти Ямайки. Хіменес вийшов на поле на 46-ій хвилині, замінивши Едварда Клариссу.

## Статистика виступів

### Клубна
Станом на 26 березня 2021
| Клуб              | Сезон             | Ліга              | Ліга  | Ліга | Кубок | Кубок | Інші  | Інші | Загалом | Загалом |
| Клуб              | Сезон             | Дивізіон          | Матчі | Голи | Матчі | Голи  | Матчі | Голи | Матчі   | Голи    |
| ----------------- | ----------------- | ----------------- | ----- | ---- | ----- | ----- | ----- | ---- | ------- | ------- |
| «Бранденбург 03»  | 2020–21           | Берлін-Ліга       | 6     | 0    | 0     | 0     | 1     | 0    | 7       | 0       |
| «БСК Зюд»         | 2020–21           | Оберліга-НОФВ     | 0     | 0    | 0     | 0     | 0     | 0    | 0       | 0       |
| Усього за кар'єру | Усього за кар'єру | Усього за кар'єру | 6     | 0    | 0     | 0     | 1     | 0    | 7       | 0       |

Примітки
1. ↑  Матчі в Кубку АОК

### У збірній

#### По роках
Станом на 11 листопада 2020
| Національна збірна | Рік     | Матчі | Голи |
| ------------------ | ------- | ----- | ---- |
| Аруба              | 2019    | 1     | 0    |
| Загалом            | Загалом | 1     | 0    |

#### По матчах
| Дата       | Місто      | Господарі          | Результат | Гості   | Турнір                                        | Голи | Примітки |
| ---------- | ---------- | ------------------ | --------- | ------- | --------------------------------------------- | ---- | -------- |
| 15-10-2019 | Віллемстад | Аруба              | 0 – 6     | Ямайка  | Ліга націй КОНКАКАФ 2019-2020 - Груповий етап | -    | 46'      |
| 27-3-2021  | Брейдентон | Аруба              | 0 – 6     | Суринам | Відбір до ЧС 2022                             | -    | 89'      |
| 30-3-2021  | Брейдентон | Бермудські Острови | 5 – 0     | Аруба   | Відбір до ЧС 2022                             | -    |          |
| 2-6-2021   | Брейдентон | Кайманові Острови  | 1 – 3     | Аруба   | Відбір до ЧС 2022                             | -    | 79'      |
| Усього     |            | Матчів             | 4         |         | Голів                                         | 0    |          |